# ويليام أبيليان
ويليام أبيليان (بالإنجليزية: William Abelyan)‏ مواليد 27 سبتمبر 1978 في يريفان، هو ملاكم محترف أرمني سابق صنّف ضمن فئة وزن الريشة. بدأ الملاكمة في سن الثانية عشر، وبدأ التدرب مع حامل الميدالية البرونزية الأولمبية ديفيد توروسيان. بدأ بالملاكمة المحترفة في سنة 1998.

## إحصائيات
خاض خلال مسيرته 31 نزالا، فاز في 24 وتعادل في 1 وخسر في 6. فاز بالضربة القاضية في 13 نزالا.

## روابط خارجية
- ويليام أبيليان على موقع بوكس ريك (الإنجليزية) (registration required)